# محمد أيمن يوسف
محمد أيمن يوسف لاعب كرة قدم تونسي سابق، كان يشغل خطة مهاجم.
لعب أول مباراة له مع المنتخب التونسي ضد المغرب، قد سجل طوال مسيرته مع المنتخب بين 2002 و2012 تسعة أهداف